# Donje Psarjevo
Donje Psarjevo je naseljeno mjesto u Republici Hrvatskoj u Zagrebačkoj županiji. 

## Zemljopis
Administrativno je u sastavu grada Svetog Ivana Zeline. Naselje se proteže na površini od 1,37 km². 

## Stanovništvo
Prema popisu stanovništva iz 2001. godine u Donjem Psarjevu živi 318 stanovnika i to u 92 kućanstva. Gustoća naseljenosti iznosi 232,12 st./km².
| broj stanovnika | 227   | 277   | 285   | 320   | 336   | 384   | 388   | 409   | 408   | 398   | 373   | 360   | 347   | 333   | 318   | 311   | 284   |
|                 | 1857. | 1869. | 1880. | 1890. | 1900. | 1910. | 1921. | 1931. | 1948. | 1953. | 1961. | 1971. | 1981. | 1991. | 2001. | 2011. | 2021. |